# Beerze (beek)

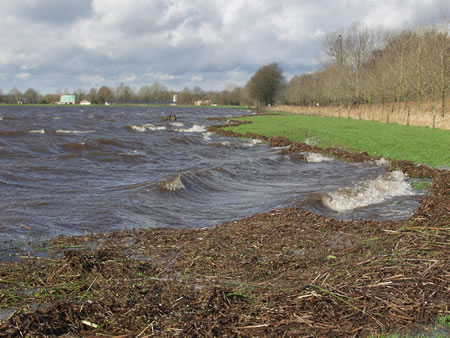
Hoogwater en golfslag in de Beerze, na extreme regenval

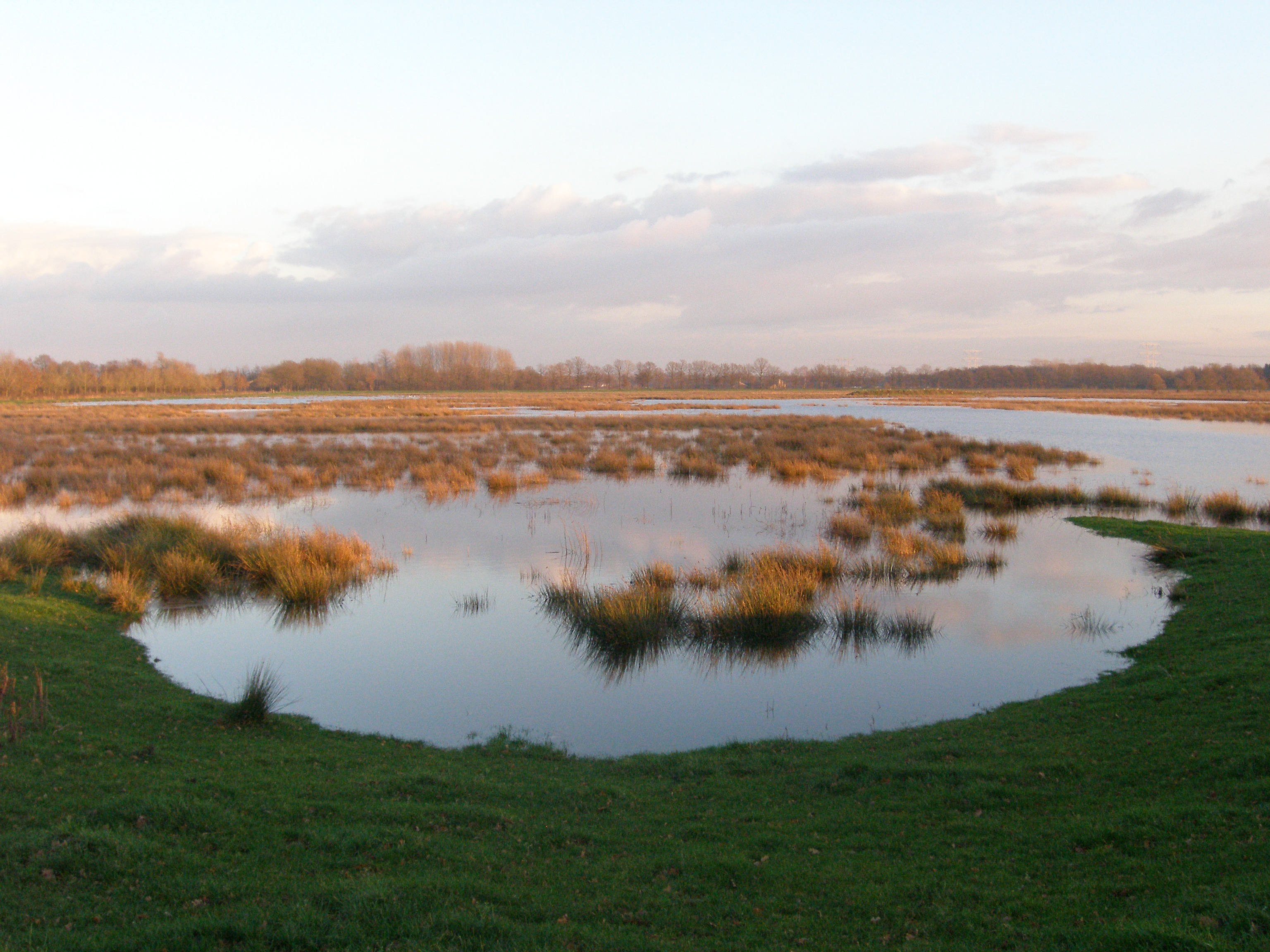
Overstromingsgebied van de Beerze bij Viermannekesbrug

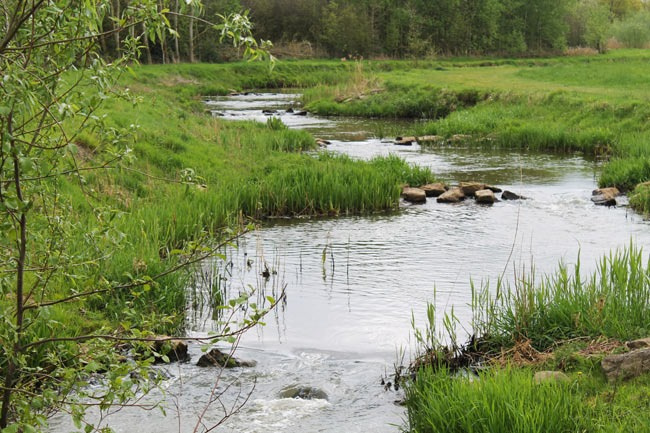
Vistrap in de Beerze

De Beerze is een beek in Noord-Brabant.

## Etymologie
De naam Beerze werd al in 1545 gebruikt door keizer Karel V. De herkomst van de naam is onzeker. Het kan verwijzen naar beer, dat in het Middelnederlands "modder" betekent, het kan ook zijn afgeleid van berne (bron) of barne (branden). Barne verwijst dan naar de aanwezigheid van veen (turf), dat vroeger dienstdeed als brandstof voor de kachel. Het veen werd gevormd in de laaggelegen gebieden rond de beek.

## Geografie
De (Grote) Beerze is ruim opgevat een beek die als Aa of Goorloop in het Riebos bij Lommel ontspringt, meerdere zijbeken in zich opneemt en zich uiteindelijk nabij Boxtel splitst in een oostelijke tak die uitmondt in de Dommel en een westelijke tak die uitmondt in de Esschestroom, die bij Halder ook in de Dommel uitkomt. Strikt genomen begint de Beerze bij het landgoed Baest, waar de Groote Beerze en de Kleine Beerze samenstromen. Vervolgens stroomt de beek langs Spoordonk en de Kampina naar Lennisheuvel, waar de Beerze Smalwater gaat heten.
Om een watermolen bij Boxtel aan te drijven is daar rond 1200 een aftakking gegraven die in de Dommel uitkomt. Deze aftakking heette oorspronkelijk Molengrave of Molengraaf, staat op latere kaarten ook als Stroom genoemd, maar draagt officieel de naam Smalwater. 
De oorspronkelijke beek heeft nu meer van een zijtak die bij Esch in de Esschestroom uitmondt. Deze tak heet Kleine Aa, Kleine Dommel, of Dommeltje, maar is per abuis ook weleens als Smalwater aangeduid. 

De Beerze loopt voor een groot deel door natuurgebieden en heeft dan ook op veel plaatsen haar oude meanderende loop behouden. Wel zijn op een aantal plaatsen omleidingen aangelegd.
In de periode 1990-1999 is bij Viermannekesbrug een overstromingsgebied voor de Beerze gerealiseerd van zo'n 50 hectare. Het gebied staat ongeveer drie maanden per jaar onder water.
Aan de Beerze staat van oudsher één watermolen, namelijk de Spoordonkse Watermolen te Spoordonk.

## Natuur
De Groote Beerze tussen Bladel en de samenvoeging met de Kleine Beerze ten noorden van Middelbeers behoort tot het Natura 2000 gebied Kempenland-West, in het bijzonder vanwege het voorkomen van waterplanten zoals de drijvende waterweegbree.